# Radsportverein Solidarität Frohnlach
Der Radsportverein Solidarität Frohnlach betreibt Hallenradsport im Kunstradfahren.

## Geschichte und Erfolge
Der RSV Frohnlach wurde als Frohnlacher Radsportverein 1924 gegründet. Die heutige Sportart Kunstradfahren wurde ab 1927 betrieben. In den vorherigen Jahren nahmen die Mitglieder des RSV an Korso-, Renn-, Sternen- und Wanderfahrten in der Region teil.
Der RSV Frohnlach nimmt in den Disziplinen 6er- und 4er-Kunstrad, als auch in den Disziplinen 6er- und 4er-Einrad teil. Der damalige erste große Erfolg war der Gewinn der Bundesmeisterschaft im 6er-Kunstradfahren der Frauen.
Aufgrund des Verbots des übergeordneten Radsportverbands „Solidarität“ während des Zweiten Weltkriegs war 1952 eine Neugründung des Vereins nötig. Weitere große Erfolge blieben deshalb aber nicht aus. 1969 erzielten die Männer-Mannschaft im 6er-Kunstradfahren den ersten Platz der Bundesmeisterschaft und auch die Jugend konnte von 1973 bis 1976 mit den gewonnenen Meistertiteln glänzen.
Schon wenige Jahre später hatte die 4er-Kunstradmannschaft der Männer den Deutschen Meistertitel nach Frohnlach geholt. Auch in den darauffolgenden Jahren wurden immer wieder Deutsche Meistertitel oder Vizemeisterschaften erzielt, von 1997 bis 2001 war die 6er-Kunstradmannschaft fünfmal in Folge erfolgreich Meister. 2016 konnte dann der erste Deutsche Meistertitel im Bereich Schüler des RSV Soli Frohnlach gewonnen werden, 2019 richtete der Verein die Deutsche Schülermeisterschaft zum 2 mal aus. Im gleichen Jahr gewann der Vierer bei den Junioren den 2. Platz bei den Deutschen Meisterschaften. Durch Covid-19 konnten die Meisterschaften, die normalerweise in ganz Deutschland stattfinden, nicht stattfinden. Viele aktive Sportler des RSV haben aufgrund dessen ihre sportliche Karriere im Hallenradsport beendet. Es konnten trotz den schwierigen Umständen aber neue Mitglieder gewonnen werden.